# (464588) 2016 CW105
(464588) 2016 CW105 es un asteroide perteneciente al cinturón de asteroides, descubierto el 8 de junio de 1999 por el equipo Spacewatch desde el Observatorio Nacional de Kitt Peak (Arizona, Estados Unidos).